# 1326
Évszázadok: 13. század – 14. század – 15. század
Évtizedek: 1270-es évek – 1280-as évek – 1290-es évek – 1300-as évek – 1310-es évek – 1320-as évek – 1330-as évek – 1340-es évek – 1350-es évek – 1360-as évek – 1370-es évek
Évek: 1321 – 1322 – 1323 – 1324 –  1325 – 1326 – 1327 – 1328 – 1329 – 1330 – 1331

## Események

### Határozott dátumú események
- április 24. – Károly Róbert írásba foglalja a Szent György Lovagjainak Testvéri Társaságának szabályzatát.[1]

### Határozatlan dátumú események
- A Kőszegi és Babonics család fellázad Károly Róbert ellen; a lázadást leverték.[2]
- I. Oszmánt fia, Orhán követi az Oszmán Birodalom élén.[3]
- Az Oszmán Birodalom elfoglalja Bursát a Bizánci Birodalomtól.[4]
- I. Iván moszkvai nagyfejedelem lerakja Moszkva első kőtemplomának alapkövét.[5]

## Születések
- XII. Gergely pápa († 1417)
- I. Johanna nápolyi királynő († 1382)
- II. Iván moszkvai és vlagyimiri nagyfejedelem († 1359)

## Halálozások
- I. Oszmán, az Oszmán Birodalom alapítója (* 1258 körül)
- február 28. – I. Lipót osztrák herceg (* 1290)
- november 29. – I. Alekszandr tveri fejedelem[6]